# استنلی بالدوین
استنلی بالدوین (به انگلیسی: Stanley Baldwin)؛ ۳ اوت ۱۸۶۷ – ۱۴ دسامبر ۱۹۴۷) سیاستمدار بریتانیایی و نخست‌وزیر آن کشور در جریان سلطنت سه پادشاه مختلف جرج پنجم ادوارد هشتم و جرج ششم بود. او همچنین از چهره‌های برجسته سیاسی مابین دو جنگ جهانی اول و دوم در بریتانیا به‌شمار می‌رفت. او ارل اول بالدوین از بادلی نیز بود.

## زندگی‌نامه
بالدوین در ۱۹۰۸ وارد پارلمان شد. در ۱۹۲۳ برای نخستین بار نخست‌وزیر شد. در ۱۹۲۴ هم در انتخابات عمومی پیروز شد. در ۱۹۳۱ نخست وزیر جناح کارگری رمزی مک دونالد دولت ملی تشکیل داد اما به‌علت وضع سلامتی نامناسب بیشتر اختیارات نخست وزیری را بالدوین بدست گرفت. این دولت خود مختاری هند را افزایش داد که مورد مخالفت شدید وینستون چرچیل قرار گرفت.
رئیس حزب به شکل مؤثر از رادیو و فیلم که اختراعات جدیدی بودند برای شهرت در افکار عمومی استفاده می‌کرد.
در ۱۹۳۵ او یکبار دیگر در انتخابات عمومی برنده شد. این دوره با حوادث زیادی همراه بود اول بازبینی درروند مسلح سازی دوباره ارتش بریتانیا بعد ماجرای کناره گیری ادوارد هشتم همچنین جنگ داخلی اسپانیا.
او در ۱۹۳۷ بازنشسته شد. جانشین او نویل چمبرلن بود. به او انتقاداتی در مورد آماده نشدن کافی برای جنگ جهانی دوم وارد است.

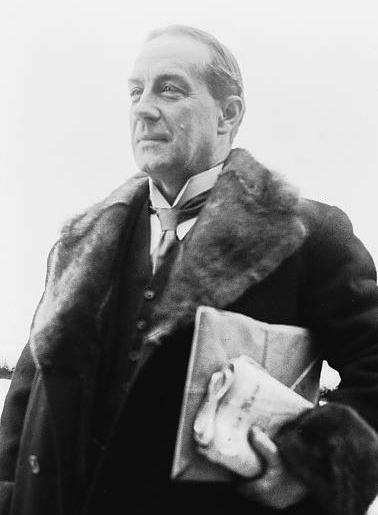
تاریخ عکس مشخص نیست.

او در ۱۴ دسامبر ۱۹۴۷ و بعد از اتمام جنگ درگذشت.

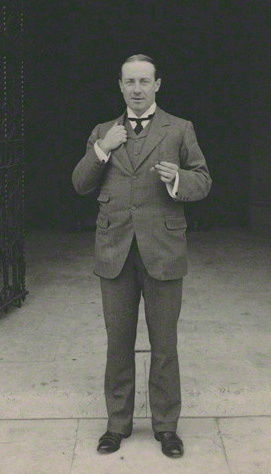
در سال ۱۹۰۹